# Прапор Любомля
Пра́пор Любо́мля — це офіційний символ міста Любомля, затверджений рішенням Любомльської міської ради. Разом із гербом становить офіційну символіку міста.

## Опис прапора
Прапор міста Любомля — прямокутне полотнище зі співвідношенням сторін 2:3, розділене по вертикалі на три частини: зелену, жовту, зелену у пропорції 0,3:0,4:0,3. У центрі прапора зображено в щиті з заокругленою нижньою частиною (т. зв. іспанський) герб міста Любомля.

## Зміст прапора
Зелений колір на прапорі в геральдиці символізує надію, достаток, волю. Жовтий (золотий) — силу, багатство, вірність і чистоту. У центрі прапора розміщений у щиті герб міста Любомля.

## Порядок використання
Прапор міста Любомля може використовуватися поряд із прапорами Волинського краю та Державним прапором України під час організації і проведення масових заходів. Крім того, він може бути використаний як місцева атрибутика при оформленні приміщень, прилеглих територій підприємств, установ, організацій тощо.